# Campeonato Profesional 1972
Il Campeonato Profesional 1972 fu la 25ª edizione della massima serie del campionato colombiano di calcio, e fu vinta dal Millonarios.

## Avvenimenti
Il campionato riprende la formula dell'anno precedente. Tornano a partecipare Atlético Bucaramanga e Independiente Medellín, che nella stagione 1971 erano stati sostituiti rispettivamente da Real Cartagena e Oro Negro.

## Partecipanti
- América de Cali
- Atlético Bucaramanga
- Atlético Junior
- Atlético Nacional
- Cristal Caldas
- Cúcuta Deportivo
- Deportes Quindío
- Deportes Tolima
- Deportivo Cali
- Deportivo Pereira
- Independiente Medellín
- Millonarios
- Santa Fe
- Unión Magdalena

## Torneo Apertura
|  | Pos. | Squadra                | Pt | G  | V  | N  | P  | GF | GS | DR  |
|  | ---- | ---------------------- | -- | -- | -- | -- | -- | -- | -- | --- |
|  | 1.   | Millonarios            | 38 | 26 | 15 | 8  | 3  | 43 | 21 | +22 |
|  | 2.   | Atlético Junior        | 36 | 26 | 13 | 10 | 3  | 37 | 20 | +17 |
|  | 3.   | Santa Fe               | 31 | 26 | 11 | 9  | 6  | 28 | 15 | +13 |
|  | 4.   | Deportivo Cali         | 30 | 26 | 11 | 8  | 7  | 39 | 27 | +12 |
|  | 5.   | Atlético Nacional      | 30 | 26 | 13 | 4  | 9  | 33 | 32 | +1  |
|  | 6.   | Deportivo Pereira      | 27 | 26 | 7  | 13 | 6  | 31 | 31 | 0   |
|  | 7.   | Deportes Tolima        | 26 | 26 | 6  | 14 | 6  | 29 | 32 | -3  |
|  | 8.   | Deportes Quindío       | 25 | 26 | 8  | 9  | 9  | 39 | 35 | +4  |
|  | 9.   | Independiente Medellín | 23 | 26 | 6  | 11 | 9  | 24 | 26 | -2  |
|  | 10.  | Cúcuta Deportivo       | 23 | 26 | 6  | 11 | 9  | 26 | 30 | -4  |
|  | 11.  | Atlético Bucaramanga   | 21 | 26 | 7  | 7  | 12 | 27 | 33 | -6  |
|  | 12.  | Unión Magdalena        | 18 | 26 | 4  | 10 | 12 | 18 | 32 | -14 |
|  | 13.  | Cristal Caldas         | 18 | 26 | 5  | 8  | 13 | 24 | 42 | -18 |
|  | 14.  | América de Cali        | 18 | 26 | 5  | 8  | 13 | 17 | 39 | -22 |

Legenda:
         Qualificato al girone finale.
Note:
Due punti a vittoria, uno a pareggio, zero a sconfitta.

## Torneo Finalización
|  | Pos. | Squadra                | Pt | G  | V  | N  | P  | GF | GS | DR  |
|  | ---- | ---------------------- | -- | -- | -- | -- | -- | -- | -- | --- |
|  | 1.   | Deportivo Cali         | 36 | 26 | 16 | 4  | 6  | 49 | 27 | +22 |
|  | 2.   | Millonarios            | 36 | 26 | 17 | 2  | 7  | 39 | 20 | +19 |
|  | 3.   | Atlético Nacional      | 36 | 26 | 14 | 8  | 4  | 34 | 20 | +14 |
|  | 4.   | Cúcuta Deportivo       | 29 | 26 | 9  | 11 | 6  | 38 | 32 | +6  |
|  | 5.   | Atlético Junior        | 29 | 26 | 8  | 13 | 5  | 29 | 30 | -1  |
|  | 6.   | Santa Fe               | 26 | 26 | 7  | 12 | 7  | 39 | 39 | 0   |
|  | 7.   | América de Cali        | 25 | 26 | 8  | 9  | 9  | 20 | 23 | -3  |
|  | 8.   | Cristal Caldas         | 24 | 26 | 8  | 8  | 10 | 29 | 31 | -2  |
|  | 9.   | Deportes Tolima        | 24 | 26 | 7  | 10 | 9  | 19 | 23 | -4  |
|  | 10.  | Deportivo Pereira      | 22 | 26 | 5  | 12 | 9  | 32 | 35 | -3  |
|  | 11.  | Deportes Quindío       | 22 | 26 | 5  | 12 | 9  | 21 | 30 | -9  |
|  | 12.  | Independiente Medellín | 21 | 26 | 7  | 7  | 12 | 18 | 24 | -6  |
|  | 13.  | Atlético Bucaramanga   | 18 | 26 | 3  | 12 | 11 | 20 | 34 | -14 |
|  | 14.  | Unión Magdalena        | 16 | 26 | 4  | 8  | 14 | 20 | 39 | -19 |

Legenda:
         Al girone di spareggio per l'accesso al girone finale.
Note:
Due punti a vittoria, uno a pareggio, zero a sconfitta.

### Spareggio per l'accesso al girone finale
|  | Pos. | Squadra           | Pt | G | V | N | P | GF | GS | DR |
|  | ---- | ----------------- | -- | - | - | - | - | -- | -- | -- |
|  | 1.   | Deportivo Cali    | 6  | 4 | 3 | 0 | 1 | 7  | 4  | +3 |
|  | 2.   | Millonarios       | 5  | 4 | 2 | 1 | 1 | 6  | 4  | +2 |
|  | 3.   | Atlético Nacional | 1  | 4 | 0 | 1 | 3 | 1  | 6  | -5 |

Legenda:
         Qualificato al girone finale.
Note:
Due punti a vittoria, uno a pareggio, zero a sconfitta.

## Girone finale
|                     | Pos. | Squadra         | Pt | G | V | N | P | GF | GS | DR |
| ------------------- | ---- | --------------- | -- | - | - | - | - | -- | -- | -- |
| Colombia (bandiera) | 1.   | Millonarios     | 5  | 4 | 1 | 3 | 0 | 3  | 2  | +1 |
|                     | 2.   | Deportivo Cali  | 4  | 4 | 1 | 2 | 1 | 4  | 2  | +2 |
|                     | 3.   | Atlético Junior | 3  | 4 | 1 | 1 | 2 | 2  | 5  | -3 |

Legenda:

         Campione di Colombia 1972 e qualificato alla Coppa Libertadores 1973
         Qualificato alla Coppa Libertadores 1973
Note:
Due punti a vittoria, uno a pareggio, zero a sconfitta.

## Statistiche

### Classifica marcatori
| Gol |  |  | Giocatore              | Squadra              |
| --- |  |  | ---------------------- | -------------------- |
| 27  |  |  | Hugo Lóndero           | Cúcuta Deportivo     |
| 24  |  |  | Jorge Olmedo           | Deportivo Cali       |
| 21  |  |  | Nélson Silva Pacheco   | Deportes Quindío     |
| 20  |  |  | Jorge Ramírez Gallego  | Deportivo Cali       |
| 20  |  |  | Epanor                 | Atlético Junior      |
| 18  |  |  | Arístides Del Puerto   | Deportivo Pereira    |
| 17  |  |  | Alejandro Brand        | Millonarios          |
| 16  |  |  | Caldeira               | Atlético Junior      |
| 16  |  |  | Jaime Morón            | Millonarios          |
| 14  |  |  | Juan Francisco Peralta | Atlético Bucaramanga |